# Mas Mercader (la Pobla de Montornès)
El Mas Mercader és una obra de la Pobla de Montornès (Tarragonès) protegida com a Bé Cultural d'Interès Local.

## Descripció
La part de la masia a protegir per aquest pla especial és la capella ubicada a l'entorn immediat del mas, la sagristia de la qual està ubicada al terme de la Pobla de Montornès.
La resta del mas es troba al terme de Creixell.
Aquest immoble es troba en desús en aquest moment.